# Cattedrale di Chester
La cattedrale di Chester, o cattedrale di Cristo e della Benedetta Vergine Maria (in inglese: Cathedral Church of Christ and the Blessed Virgin Mary), è il centro spirituale della diocesi di Chester, nonché l'edificio religioso principale della città, la quale è situata nella contea del Cheshire, in Inghilterra. La cattedrale, in precedenza dedicata alla santa patrona di Chester, Werburga, era parte di un monastero benedettino. Dal 1541 è il luogo nel quale si tengono il maggior numero di messe, consigli, cerimonie e concerti nella diocesi.
La cattedrale è un monumento classificato di primo grado e sito storico, che include anche rovine degli antichi edifici monastici. La cattedrale, tipicamente inglese per essere stata modificata più volte nel corso dei secoli, è datata dal 1093 agli inizi del XVI secolo, benché il terreno dove sorge attualmente l'edificio fosse già stato utilizzato in epoca romana come luogo di culto. Gli stili architettonici più utilizzati nell'Inghilterra medievale, tra cui il normanno, il romanico e il gotico inglese, sono stati utilizzati per la costruzione dell'edificio.
La cattedrale e gli edifici monastici furono oggetto di un'accurata ristrutturazione durante il XIX secolo. La torre campanaria fu invece aggiunta solo nel XX secolo. L'edificio costituisce una delle più visitate attrazioni turistiche di Chester, una città di forte importanza storico-artistica. La cattedrale è oggi anche un luogo dove si tengono concerti 

## Storia

### Costruzione
La città di Chester al tempo dei Romani era un importante centro. Sul luogo nel quale è oggi presente l'attuale cattedrale di Chester venne costruita una basilica cristiana in tarda epoca romana, durante il periodo in cui la città era sotto il controllo della legione Legio XX Valeria Victrix. La basilica, secondo gli scritti a noi rimasti, era dedicata ai santi Pietro e Paolo. Successivamente la chiesa fu intitolata alla santa patrona della città, Werburga. Nel X secolo, i resti della chiesa di Santa Werburga furono portati a Chester e nel 907 il santuario fu incorporato alla chiesa. Si pensa che l'edificio sia stato adibito a scuola da Ethelfleda nello stesso secolo. L'abbazia fu ristrutturata nel 1057 da Leofric, conte di Mercia, e da Lady Godiva. L'abbazia fu rasa al suolo nel 1090, e di essa non si seppe più nulla.
Nel 1093 fu costruito sul luogo dove sorge l'attuale cattedrale un monastero benedettino secondo il progetto di Hugh Lupus, conte di Chester. La chiesa dell'abbazia non fu al tempo la cattedrale di Chester; dal 1075 al 1082 la cattedrale della diocesi era la vicina Chiesa di San Giovanni Battista. Nel 1538, durante la dissoluzione dei monasteri in Inghilterra, l'edificio religioso fu demolito. Nel 1541 l'abbazia di Santa Werburga divenne la cattedrale della Chiesa anglicana per ordine di Enrico VIII d'Inghilterra. Nello stesso tempo, la chiesa venne rinominata in cattedrale di Cristo e della Benedetta Vergine Maria. L'ultimo abate dell'Abbazia di Santa Werburga, Thomas Clarke, divenne il primo sacerdote della cattedrale di Chester.
Benché non abbiamo nessuna traccia della chiesa precedentemente esistente sul territorio della cattedrale di Chester, demolita nel X secolo, è evidente che prima dell'attuale edificio religioso esisteva già un luogo di culto più antico, soprattutto per il fatto che precedentemente esistevano degli edifici che erano certamente parte di un monastero. Gli elementi costruiti in stile normanno sono la torre sudoccidentale, il transetto settentrionale e ciò che rimane dei precedenti edifici che costituivano il monastero benedettino. La chiesa fu ricostruita in stile gotico tra i secoli XIII e XIV. Al tempo della dissoluzione dei monasteri inglesi, il chiostro, la torre centrale, il transetto meridionale, la grande vetrata occidentale e una nuova entrata furono costruiti in stile gotico inglese.

### Dal XVII secolo ai giorni nostri
Nel 1636 l'area vicino alla torre sudoccidentale divenne la corte dei sacerdoti, oggi l'unica ancora in funzione nell'Inghilterra. Nel XVII secolo furono fatte varie aggiunte all'edificio, ma non si tennero più lavori per svariati decenni. Solo nel XIX secolo si ritenne che ristrutturare l'edificio, ormai sul punto di cedere, fosse d'obbligo. L'attuale apparenza omogenea e perfetta dell'esterno della cattedrale è dovuta ai ristrutturatori vittoriani, che hanno modificato con il loro stile i particolari architettonici dell'edificio. Uno dei più famosi di essi fu George Gilbert Scott. Nel XX secolo si continuò a ristrutturare l'edificio. Tra il 1973 e il 1975 George Pace progettò una torre campanaria per la cattedrale, che fu eretta poco tempo dopo. Nel 2005 fu aperta nella cattedrale una scuola canora.

### Ristrutturazione
Nel XIX secolo l'edificio che ospita la cattedrale di Chester iniziò a mostrare danni causati dal tempo, si ritenne perciò opportuno ristrutturarlo. Charles Hiatt scrisse che la superficie dell'edificio si stava ormai deteriorando, e che esso era stato trascurato per svariati decenni, e che quindi, per evitare una sua caduta in rovina sarebbe stato necessario ristrutturarlo. Tra il 1818 e il 1820 l'architetto Thomas Harrison ristrutturò il transetto meridionale, aggiungendo delle torrette agli angoli. Questa parte dell'edificio funse fino al 1881 come Chiesa parrocchiale di Sant'Osvaldo, e che era quindi ecclesiasticamente separata dalla Cattedrale di Chester. Dal 1844 Richard Charles Hussey proseguì i lavori, ristrutturando completamente la navata meridionale.
Il più grande lavoro di ristrutturazione dell'edificio fu però intrapreso dall'architetto specializzato in architettura gotica George Gilbert Scott, che, tra il 1868 e il 1876, risistemò quasi interamente la cattedrale. Oltre che le modifiche e le sistemazioni alla chiesa, Scott rimodellò la torre campanaria, aggiungendovi torrette e decorazioni. Scott scelse l'arenaria come pietra per il suo lavoro. Inoltre, Scott progettò alcune parti interne della chiesa, come il coro, distrutto durante la guerra civile inglese. Costruì inoltre la volta meridionale, rinnovò la volta lignea del coro e aggiunse molte sculture decorative all'interno. Verso la fine del secolo, a partire dal 1882, Arthur Blomfield e suo figlio Charles Blomfield effettuarono ulteriori aggiunte e modifiche, tra le quali la reintegrazione del Santuario di San Werburga. Altri lavori furono effettuati nel XX secolo da Giles Gilbert Scott tra il 1891 e il 1913, e da F. H. Crossley nel 1939.

## Architettura

### Progetto
La Cattedrale di Chester è costruita da ovest verso est, particolare comune nelle cattedrali: il presbiterio è orientato verso est e la facciata verso ovest. La pianta è a croce, alterata da una torre centrale (tipica delle chiese e dei monasteri inglesi), ma è asimmetrica, poiché presenta un piccolo transetto nella parte settentrionale e un inusuale e ampio transetto a sud. Come si può vedere dalla figura a fianco, l'inusuale asimmetria della costruzione non è causata solamente dalla leggera sporgenza situata nella facciata settentrionale, ma anche da una ulteriore sulla facciata occidentale. Nella parte orientale della costruzione la disposizione simmetrica dei corridoi perse tale qualità quando la parte meridionale venne demolita e successivamente ricostruita sotto forma di abside. La navata, il coro e il transetto meridionale presentano larghi corridoi e ampie vetrate gotiche. Al nord della cattedrale si trovano gli edifici superstiti dell'ex monastero benedettino, demolito durante il periodo della dissoluzione dei monasteri, ossia il chiostro, il refettorio e la sala capitolare, di forma rettangolare.

### Esterno
A causa del fatto che il transetto meridionale è simile in dimensioni al coro e alla navata, se si guarda l'edificio da sud-est e da sud-ovest si ha l'impressione che esso fosse stato costruito attorno a un punto centrale, in questo caso rappresentato dalla torre. Essa è un esempio di gotico inglese del XV secolo, alterato solo dagli ampi parapetti costruiti in stile georgiano dall'architetto George Gilbert Scott. Grazie alla disposizione regolare di finestre, pinnacoli, parapetti e contrafforti, l'esterno della Cattedrale di Chester appare complessivamente omogeneo, caratteristica poco comune nelle cattedrali inglesi nelle quali i vari elementi architettonici sono generalmente disposti casualmente. La costruzione di questi particolari è datata tra il XIII secolo e il XVI secolo. La ricchezza dell'Inghilterra nel XIII secolo è evidenziata dagli ornamenti, perlopiù costituiti da elaborati archi a tutto sesto attorno alle finestre, che caratterizzano l'esterno dell'edificio.
La parte occidentale della cattedrale non è architettonicamente significativa, poiché nessuna delle sue due torrette fu completata. Andando più a nord, si può trovare una torre costruita in architettura normanna; un'altra simile si trova nella parte meridionale dell'edificio, opera di Seth Darwall e di George Derwall, che iniziarono la sua costruzione nel 1508, ma che lasciarono incompleta a causa della dissoluzione dei monasteri nel 1538. La facciata è dominata da un'ampia finestra costruita in gotico inglese. La facciata della cattedrale è per la maggior parte della giornata oscurata dall'edificio che un tempo ospitava la King's School. Il portone situato sulla facciata occidentale, di maggiori dimensioni rispetto agli altri, non è comunemente usato come entrata principale, è bensì usato quello situato nel portico sud-occidentale. Questo portico, probabilmente progettato da Seth Derwall, racchiudeva, nel XV secolo, il transetto meridionale, le torri centrale e sud-occidentale ed il chiostro.

### Interno

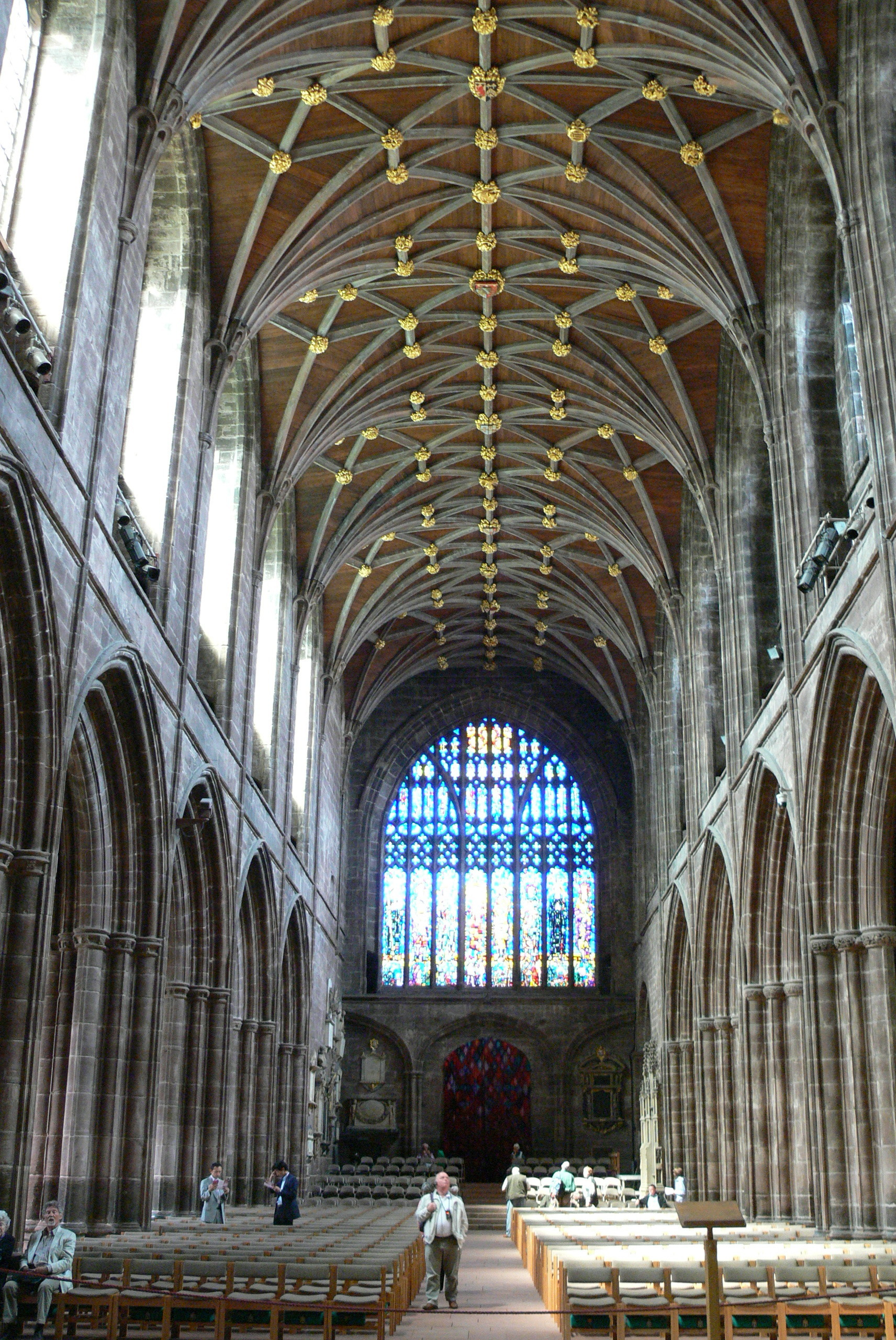
L'interno

#### Architettura normanna
La chiesa attuale, datata dal 1283 al 1537, sostituisce il precedente monastero risalente al 1093, il quale era costruito in stile normanno. Si pensa che la nuova chiesa fosse stata costruita attorno al precedente monastero. Dell'antica chiesa rimangono pochi elementi. Aspetti architettonici tipici dell'architettura normanna sono presenti nel transetto settentrionale, che presenta un'arcata e un arco che va fino alla sacrestia, che prima era una cappella. La torre nordoccidentale presenta alcuni particolari normanni, tra cui una grossa balaustra risalente al 1697. La parte bassa del muro settentrionale della navata è anch'esso costruito in stile normanno, ma i particolari possono essere visti solo dal chiostro, in quanto l'interno è stato coperto da un mosaico.

#### Architettura gotica
La sala capitolare in gotico inglese, costruita tra il 1230 e il 1265, è di forma rettangolare e conduce al vestibolo, che a sua volta conduce al transetto settentrionale. La sala capitolare è illuminata da modesti gruppi di finestre gotiche. Alec Clifton-Taylor ritiene l'esterno di questo edificio "modesto ma piuttosto elegante", mentre Pevsner descrive l'interno come "una fantastica stanza nobiliare", caratteristica, secondo lui, conferita da "un estetico punto di una cattedrale". A nord della sala capitolare si trova un corridoio, anch'esso costruito in stile gotico inglese, e la sala del riscaldamento, dove si trovano due ampi e antichi camini. Il refettorio si trova a nord del chiostro e risale più o meno allo stesso periodo della sala capitolare. La Lady Chapel si trova nell'estremità orientale del coro ed è datata dal 1265 al 1290. Contiene il Sacrario di Santa Werburga, risalente al XIV secolo. La volta della Lady Chapel è l'unica della cattedrale che è stata costruita in pietra.

## Arte

### Organo a canne
Nel 1844 venne installato nella cattedrale un organo a canne costruito da Gray & Davison che andò a rimpiazzare il precedente organo, risalente al 1626. L'organo ottocentesco venne in seguito più volte ricostruito ed ampliato. Durante il restauro del 1910, fra le altre cose, le canne relative alla prima tastiera (Choir) vennero tolte dal corpo dell'organo e collocate nel coro, dietro gli stalli lignei. L'ultimo grande intervento risale al 1969, quando lo strumento venne ulteriormente modificato ed ampliato. L'organo, attualmente (2011), ha quattro tastiere di 61 tasti ciascuna ed una pedaliera di 32 note.: